# Тропические влажные леса Островов Кука
Тропические влажные леса Островов Кука — экорегион влажных тропических лесов в Океании, который охватывает южные острова Островов Кука.

## География
Южные острова Кука представляют собой цепь вулканических островов в Тихом океане. В них входят острова Аитутаки, Атиу, Мангаиа, Мануаэ, Мауке, Митиаро, Палмерстон, Раротонга и Такутеа. Экорегион занимает площадь 127 км².
Эти острова имеют вулканическое происхождение, хотя все вулканы в настоящее время потухли. Раротонга — самый высокий из островов, в центре которого находится глубоко размытый, крутой вулканический конус Те-Манга (высота 652 м).
Митиаро, Атиу, Мауке и Мангаиа прошли через длинный геологический цикл эрозии, опускания и подъёма, за которым последовали подъёмы в третичный период. Каждый остров характеризуется наличием центральной эродированной вулканической вершины, достигающей, как правило, высоты около 100 м, окруженной поясом поднятого древнего кораллового известняка, известного как макатеа, шириной до 2 км.
Аитутаке — небольшой центральный вулканический остров, окруженный лагуной и окружающим барьерным рифом. Такутеа — это небольшой столовый риф. Пальмерстон и Мануэ — атоллы.
На Раротонге проживает около трёх четвертей жителей Островов Кука. Здесь расположена столица государства и главный торговый центр Аваруа.

## Климат
Климат экорегиона влажно-тропический. Острова находятся в поясе юго-восточных пассатов и наветренные юго-восточные стороны островов и вершин более влажные, чем подветренные северо-западные стороны. Самые влажные месяцы — ноябрь и декабрь.

## Флора
Низменные леса Раротонги в основном освоены человеком. В гористой местности острова расположены леса трёх основных типов.
Лес гомалиум (Homalium) находится на более низких склонах гор, на высоте от 50 до 200 м над уровнем моря. Лес с закрытым пологом, в котором доминируют деревья Homalium acuminatum, деревья Canthium barbatum, Elaeocarpus tanganus и Ixora bracteata, а также гигантская лиана Entada phaseoloides.
Лес фаграэ-фитчиа (Fagraea-Fitchia) находится на средних высотах вдоль острых гребней. В нём преобладают деревья Fagraea berteroana и Fitchia speciosa с массивными и обширными корнями, которые поддерживают и стабилизируют растения на каменистых склонах. Другие распространённые деревья включают виды родов Homalium, Canthium, Alyxia, Coprosma, Meryta и Metrosideros.
Облачный лес метросидерос (Metrosideros) находится на окутанных облаками пиках и хребтах на высоте более 400 м, покрывая около 3 % площади лесных массивов Раротонги. Преобладающее здесь дерево Metrosideros collina образует низкорослые леса высотой до 8 м. В более высоких и влажных областях доминирует Ascarina diffusa или представлена в равной степени с M. collina. Другие представленные здесь деревья — Elaeocarpus tanganus, Weinmannia samoensis и Pittosporum arborescens. Эндемичная лиана Freycinetia arborea взбирается вверх по стволам деревьев, которые также покрыты множеством эпифитных мхов и папоротников. В подросте преобладает кустарник Fitchia speciosa. Девять видов цветковых растений являются эндемиками облачных лесов Раротонги.
На островах Митиаро, Атиу, Мауке и Мангаиа естественная растительность центральных областей вулканической почвы была почти полностью заменена завезёнными растениями. Грубые и трудные для роста растений макатейские коралловые известняки покрыты лесами с Elaeocarpus tanganus и Hernandia moerenhoutiana, кустарниковыми лесами с преобладанием Pandanus tectorius и лесами с Barringtonia asiatica.
На атоллах Пальмерстон и Мануа прибрежная растительность включает Heliotropum anomalum вдоль побережья, к которому выше присоединяются виды родов Scaevola, Suriana и Pemphis. Кроме этого, внутри атоллов встречаются участки леса с видами родов Pisonia, Guettarda и Pandanus, а также интродуцированными кокосовыми пальмами Cocos nucifera.

## Фауна
Тонганская летучая лисица (Pteropus tanganus) является единственным местным неморским млекопитающим в экорегионе.
В экорегионе обитают шесть эндемичных видов птиц: камышовка островов Кука (Acrocephalus kerearako) обитает на Митиаро и Мангаиа, раротонгский пёстрый голубь (Ptilonopus rarotongensis) на Раротонге и Атиу, мангаианский ошейниковый зимородок (Todiramphus ruficollaris) на Мангаиа, Aerodramus sawtelli на Атиу, раротонгский аплонис (Aplonis cinerascens) на Раротонге. Редкая Раротонгская помарея (Pomarea dimidiata) встречается на ограниченных участках среднегорных горных лесов на Раротонге, особенно в заповеднике Такитуму. В 2002 году на Атиу была создана вторая популяция вида. Утрата среды обитания и хищничество завезённых крыс приводит к сокращению местных видов.
Тропические леса Раротонги — одно из немногих мест размножения тринидадского тайфунника (Peterodroma arminjoniana).
В экорегионе также обитают десять видов местных наземных рептилий. Большинство из них являются широко распространёнными тропическими видами Тихого океана, и ни один из них не является эндемиком.
Когда-то на островах обитало 13 эндемичных видов улиток-эндодонтидов и 11 видов улиток чаропид. Большинство из них вымерли, а оставшиеся находятся под угрозой исчезновения. Хищничество африканского большеголового муравья (Pheidole megacephala), завезённого в 1870-е годы, привело к исчезновению 11 из 13 эндемичных видов наземных улиток Раротонги. Облачные леса Раротонги — единственное место обитания улитки рода Tekoulina, которая уникальна тем, что является живородящей.

## Охраняемые территории
Оценка 2017 года показала, что лишь 4 км², то есть 3 %, экорегиона находятся на охраняемых территориях. Природный заповедник Те-Манга сохраняет большую часть оставшихся облачных лесов Раротонги на высоте более 400 м над уровнем моря.